# 850 Altona
850 Altona, asteroid glavnog pojasa. Otkrio ga je Sergej Beljavski, 27. ožujka 1916.

## Vanjske poveznice
- Minor Planet Center